# Tarsozeuzera
Tarsozeuzera is een geslacht van vlinders uit de familie van de Houtboorders (Cossidae). De wetenschappelijke naam en de beschrijving van dit geslacht werden voor het eerst in 1990 gepubliceerd door Johan Willem Schoorl.
De soorten van dit geslacht komen voor in tropisch Afrika en Zuidoost-Azië.

## Soorten
- Tarsozeuzera fuscipars (Hampson, 1892)
- Tarsozeuzera kochi (Semper, 1902)
- Tarsozeuzera livingstoni Yakovlev, 2006
- Tarsozeuzera mikluhomaklayi (Yakovlev, 2011)
- Tarsozeuzera prashkevitchi Yakovlev, 2020
- Tarsozeuzera ustjuzhanini Yakovlev, 2011
- Tarsozeuzera vavizola Yakovlev, 2006